# Lycenchelys albeola
Lycenchelys albeola är en fiskart som beskrevs av Andriashev, 1958. Lycenchelys albeola ingår i släktet Lycenchelys och familjen tånglakefiskar. Inga underarter finns listade i Catalogue of Life.